# Андрей Шкуро
Андрей Григоревич Шкуро (на руски: Андрей Григорьевич Шкуро) е кубански казак, офицер от Руската имперска армия, генерал-лейтенант в Доброволческата армия, воювал по време на Втората световна война против СССР на страната на Германия.

## Биография
Роден е в село Пашковская (днес микрорайон в Краснодар) край Екатеринодар в семейството на кубански казак. Завършва обучение в 3-ти московски кадетски корпус.
През 1907 г. заминава доброволец на фронта в Руско-японската война. След нейния край е назначен в Николаевското кавалерийско училище. Разпределен е на служба в крепостта Карс, (днешна Турция), в 1-ви умански казашки полк. Участва в експедиции, борещи се с бандити на територията на Персия в състава на конния корпус на генерал H. H. Баратов. Получава звание полковник и е награден с орден „Свети Станислав“ 3-та степен.
Участник в Първата световна война. От август 1914 г. е в състава на 3-ти хоперски казашки полк. Награден за кавалер на орден „Света Анна“ IV степен. През 1915 г. сформира „Кубанския конен отряд“ за особени назначения, за действия в тила на Германския фронт, в Минска губерния и в района на Южните Карпати. Черното знаме на Кубанския конен отряд с особено назначение е с вълча глава, откъдето идва името на отряда на Шкуро – „Вълчият отряд“.
Февруарската революция през 1917 г. застига отряда на Шкуро в Кишинев, под командването на граф Келлер, с който се отправя към Северен Кавказ и Персия, воювайки с турските войски.
През пролетта на 1918 г. Шкуро организира партизански отряд в района на Кисловодск, където по онова време живее семейството му. През юни 1918 г. сформира Кубанската партизанска дивизия, която отблъсква „червените“ от Ставропол и се обединява с Доброволческата армия на генерал Антон Деникин. През март 1919 г. казаците на Шкуро разгромяват болшевишките сили недалеч от град Горловка, Украйна.
В Доброволческата армия Шкуро командва последователно: дивизия, 3-ти кубански казашки корпус, (от началото на 1920 г.) Кубанската армия. Отрядите на атаман Нестор Махно, част от състава на болшевишката армия, нанасят серия силни удари върху армията на Шкуро. Шкуро, знаейки за разногласията между Махно и комунистите, през 1919 г. предлага на атамана военен съюз против болшевиките. Махно отхвърля предложението. В отговор казаците на Шкуро пробиват фронта и отблъскват болшевиките от Екатеринослава (днешен Днипро).
Окрилен от тези и други победи, генерал Антон Деникин подписва директива за настъпление на Доброволческата армия към Москва. 3-ти кубански корпус на Шкуро получава задача да превземе град Воронеж, която белоказаците успешно изпълняват. Няколко месеца след това под натиска на конницата на Семьон Будьони бялата армия е принудена да отстъпи на юг. От този момент инициативата преминава в Червената армия, воинският състав в корпуса на Шкуро започва масово да дезертира и по-късно той престава да съществува.
В началото на 1920 г. на Шкуро е възложено командването на новата Кубанска армия. По-късно тя преминава под командването на генерал Сергей Георгиевич Улагай, а Шкуро е уволнен от армията на генерал Пьотър Николаевич Врангел и през май същата година емигрира.
В чужбина Шкуро отначало живее в Югославия, а след това заминава за Париж, където работи като управител на цирк.
В годините на Втората световна война Шкуро заедно с друг атаман – Пьотър Николаевич Краснов, получава задача да формира казашки части, съюзни на Вермахта. През 1944 г. със специален указ на Хайнрих Химлер Шкуро е назначен за началник на казашките войски в резерв, разположени в Берлин, Прага и други градове. Казаците на Шкуро изпълняват охранителни функции и воюват с партизанското движение в Югославия.
Британците, съгласно решенията на Ялтенската конференция, интернират през 1945 г. Шкуро и други казаци-емигранти на територията на Австрия, а по-късно ги предават на Съветското командване (виж Предаването на казаците при Линц). По решение на военния трибунал Шкуро е осъден на смърт чрез обесване и екзекутиран в Москва на 16 януари 1947 г.